# 弗里德海姆 (密蘇里州)
弗里德海姆（英語：Friedheim）是位於美國密蘇里州開普吉拉多縣的非建制地區。

## 歷史
弗里德海姆的郵局於1886年設立，其後於1995年停運。

## 地理
弗里德海姆所處的海拔為高於海平面166米（即545英呎），而該地所採用的時區為UTC-6，即北美中部時區（CST）。同時該地設有夏令時間，為UTC-6調快一小時，即UTC-5（CDT）。